# Paul Rink

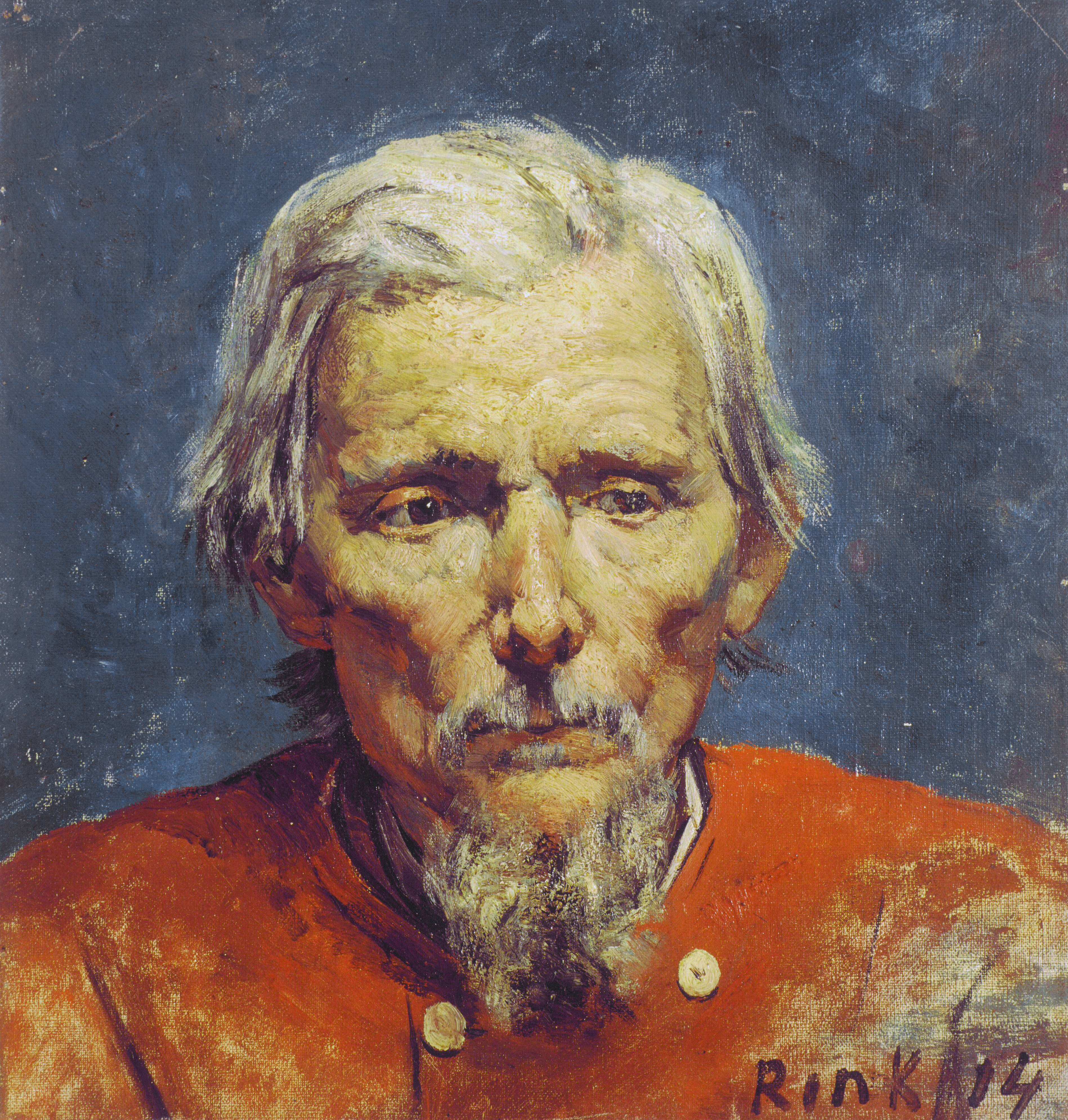
Zuiderzeevisser

Paulus Philippus (Paul) Rink (Veghel, 25 december 1861 – Edam, 2 september 1903) was een Nederlandse schilder, aquarellist, tekenaar, kopiist en lithograaf. Hij was werkzaam tussen 1887 en 1903. Zijn oeuvre beslaat figuurvoorstellingen, landschappen, portretten, historievoorstellingen en stadsgezichten, mythologie, stillevens en naaktfiguurstudies. Rinks belangrijkste leerlingen waren Ans van den Berg, Corrie Boellaard (zijn echtgenote) en Margot van Hasselt.
Verschillende musea in Nederland bezitten werk van Rink, onder andere het Noordbrabants Museum in Den Bosch, het Kunstmuseum Den Haag en het Singer Museum te Laren.

## Levensloop
Paul Rink werd geboren in het Brabantse Veghel, waar hij het grootste deel van zijn jeugd doorbracht. Hij was een van de zes kinderen van Carel Wouter Jan Rink, apotheker te Veghel en diens vrouw Gerarda Arnolda van Bronckhorst. Vader Carel Rink was afkomstig uit een Tilburgs apothekersgezin en had zich als apotheker gevestigd aan de Hoofdstraat te Veghel. Het gezin verhuisde in 1877 naar Oosterhout. In zijn jeugdjaren bracht Rinks grootvader hem de eerste beginselen van het schilderen bij. Na als leerling bij de schilder Barent J.C. Weingärtner in Oosterhout te hebben gewerkt, volgde Rink zijn opleiding aan de tekenacademies van Den Haag en Antwerpen. Aan de Academie van Beeldende Kunsten te Den Haag haalde hij zijn akte M.O. tekenen. Rink was in deze periode leerling van Nicolaas van der Waay.
In zijn jongere jaren werkte Rink met Arthur Briët, Floris Arntzenius, Pieter de Josselin de Jong en Vincent van Gogh. Met laatstgenoemde kunstenaars had Rink zijn liefde voor de gewone hardwerkende mens en diens tragiek gemeen.
In 1887 behaalde Rink aan de Amsterdamse Rijksacademie de Prix de Rome.
Dit leverde hem een geldbedrag op dat hem in staat stelde studiereizen door Italië, Noord-Afrika, Spanje en Frankrijk te maken, die hij in 1889 onderbrak wegens het overlijden van zijn moeder. Tijdens deze studiereizen schilderde Rink landschappen en kleurige stadsgezichten met figuren. Daarbij slaagde Rink er in om de tragiek van het karakter van de figuren vast te leggen in sterke lijnen en een rijk coloriet.
Vanaf 1892 verbleef Rink meer in eigen land. Hij huwde in 1899 met kunstenares Cornelia Gerardina Boellaard die later leerling van hem werd. In 1902 werkte Rink in het Gelderse Hattem, dat sinds 1886 ook Jan Voerman en Jan Verkade tot inspiratie diende. Na zijn verblijf te Hattem vestigde Rink zich in Edam, waar hij werd gegrepen door het vissersleven rond de Zuiderzeedorpen Edam en Volendam.
- Biografisch Portaal: 22468449
- International Standard Name Identifier: 0000 0000 6852 6907
- Nederlandse Thesaurus van Auteursnamen: 204282055
- RKD-Nederlands Instituut voor Kunstgeschiedenis: 67104
- Union List of Artist Names: 500011187
- Virtual International Authority File: 295513282
- WorldCat: E39PBJrCcvWKHGcRkDqxhq6h73